# Resolució 752 del Consell de Seguretat de les Nacions Unides
La Resolució 752 del Consell de Seguretat de les Nacions Unides, fou adoptada per unanimitat el 15 de maig de 1992. Reafirmant les resolucions 713 (1991), 721 (1991), 724 (1991), 727 (1992), 740 (1992) 743 (1992) i 749 (1992), el Consell de Seguretat va manifestar la seva preocupació en relació als combats en Bòsnia i Hercegovina, exigint que totes les parts finalitzessin els combats i respectessin l'alto el foc signat el 12 d'abril d'aquest any.
La resolució va fer una crida a totes les parts per cooperar amb els esforços de la Comunitat Europea per aconseguir una solució negociada, intentant demostrar que el canvi de fronteres mitjançant la força és inacceptable. També va exigir que les unitats de l'exèrcit iugoslau i els elements de l'exèrcit croat es retiressin o es posessin sota l'autoritat del govern de Bòsnia i Hercegovina. Així mateix, la resolució va exigir respecte a la integritat territorial de Bòsnia i Hercegovina. Les forces irregulars presents al territori haurien de ser desmantellades i desarmades.
A més, la resolució també va fer èmfasi en la importància de l'ajuda humanitària a la regió, cridant les parts a permetre l'accés humanitari. També va demanar cooperació amb la Força de Protecció de l'ONU i la Missió de Seguiment de la Comunitat Europea.
El fracàs a implementar aquesta resolució va servir com a base per a posteriors sancions contra la República Federal de Iugoslàvia, començant amb la resolució 757, adoptada poques setmanes després.